# Гурьев, Павел Дмитриевич
Павел Дмитриевич Гурьев (29 июля 1906 — 28 декабря 1944) — гвардии старший лейтенант, командир сапёрного взвода 21-го гвардейского отдельного ордена Богдана Хмельницкого моторизованного сапёрного батальона 5-го гвардейского танкового корпуса 6-й гвардейской танковой армии, Герой Советского Союза (посмертно).

## Биография
Уроженец посёлка Верхняя Синячиха (ныне — в муниципальном образовании Алапаевское Свердловской области), из семьи рабочих.
Окончил 5 классов начальной школы в Верхней Синячихе. Комсомолец, с 1926 года — член ВКП(б).
Начал трудовой путь как рабочий: грузчик в рабочем кооперативе; плотник ремонтно-строительного цеха Верхне-Синячихинского завода, машинист крана; кочегар на Алапаевском металлургическом заводе; электромонтёр на Гороблагодатском руднике. Позже стал работать в Свердловском радиокомитете, как редактор радиогазеты посёлка Уралмашзавода. Затем перешёл на партийную работу в Ишимском и Сладковском районах Тюменской области; работал редактором газеты политотдела Ишимской МТС (1931—1940 годы). С 1940 года до ухода на фронт — секретарь Сладковского РК ВКП(б) Тюменской области.

### Великая Отечественная война
Ушёл добровольцем в Красную армию 20 июля 1941 года; принимал участие в боях с апреля 1943 года на Калининском и 2-м Украинском фронтах. Воевал в звании старшего лейтенанта командиром минно-сапёрного взвода. В ходе боевых операций лично взорвал железнодорожный мост через реку Грон в Чехословакии.
Умер от ран. Похоронен 28 декабря 1944 года в селе Сантов в Чехословакии (ныне — село Сантовка в Словакии).

## Семья
В настоящее время жива дочь Героя — Гурьева Эмилия Павловна.

## Награды
- Указом Президиума Верховного Совета СССР от 28 апреля 1945 года старшему лейтенанту Гурьеву Павлу Дмитриевичу присвоено звание Героя Советского Союза с вручением ордена Ленина и медали «Золотая Звезда».
- Награждён орденом Отечественной войны 2 степени (07.09.1944)[4] и медалями.

## Память
- В селе Сладково Сладковского района Тюменской области именем Героя названа улица[5].
- 5 мая 2015 года в Верхней Синячихе открыта мемориальная доска П. Д. Гурьеву в присутствии Рудольфа Векшина, его племянника[6].
- В июле 2018 года в селе Сантовка Словацкой Республики открыт памятник на месте его гибели[7].